# Ferrovías Central

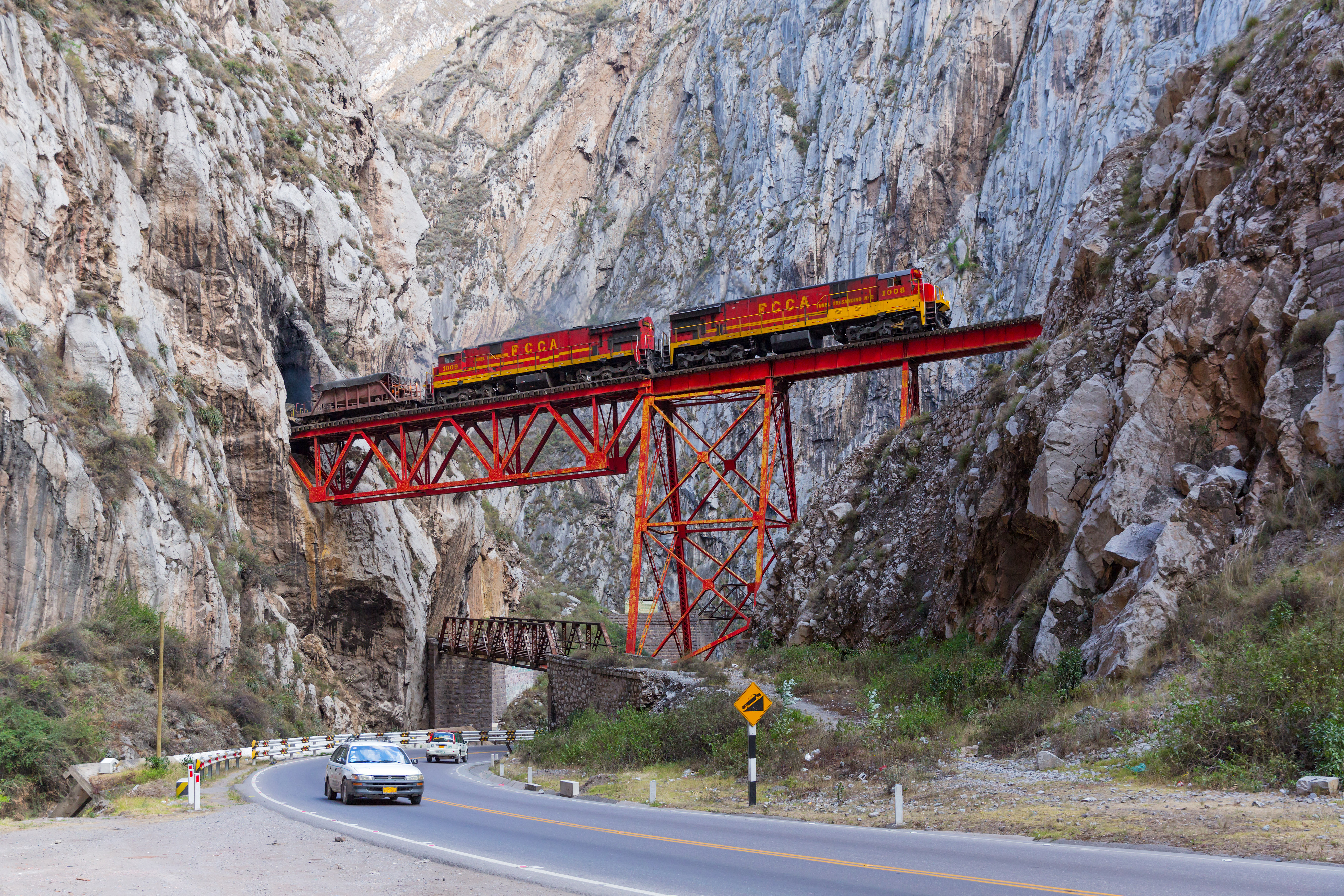
La liaison traversant le Infernillo entre San Mateo et Rio Blanco.

Le chemin de fer Ferrovías Central au Pérou qui relie sur 535 km le port de Callao sur la côte du Pacifique à la capitale Lima, se dirige vers l'Est jusqu'au nœud ferroviaire de La Oroya, puis vers le Sud-Est du pays jusqu'à Huancayo (en rouge sur la carte de la ligne). Un embranchement (en rouge) à partir de la ville minière La Oroya mène vers le Nord-Ouest jusqu'à Cerro de Pasco. Ces deux lignes sont exploitées par le consortium Ferrocarril Central Andino (FCCA).
Plusieurs petits embranchements (pointillé noir) vers Chaucha, Huayllay et Goyllarisquizga sont désormais désaffectés.
Une extension (en bleu) part de Huancayo vers Huancavelica. Elle a été donnée en concession au secteur privé en 2019.
Conçue par l'ingénieur polonais Ernest Malinowski en 1871–1876, avec 4 781 mètres d'altitude, elle est la deuxième plus haute du monde. Il a fallu quarante ans à plus de 10 000 hommes pour la construire.
La ligne ne fonctionne qu'un jour par mois. Depuis la gare Desamparados de Lima Il faut 14 heures pour atteindre Huancayo à 3 271 m d'altitude, le départ est à 7 h et l'arrivée à 21 h.

## Description
La ligne principale commence à la ville portuaire de Callao et passe par Lima à la station Desamparados. Puis parallèlement au fleuve Rímac, elle traverse le département de Junín via le tunnel Galera, le deuxième plus haut tunnel ferroviaire du monde. Il atteint la ville minière de La Oroya, où il se divise en deux :
- la branche sud va à Huancayo, puis une extension, connue sous le nom de « Tren Macho », mène à Huancavelica,
- la branche nord (auparavant une ligne exploitée par une société minière) va dans la région de Pasco, en passant par Cerro de Pasco sa capitale régionale.

Une extension aujourd'hui désaffectée menait, depuis Cerro de Pasco, jusqu'aux mines de charbon de Goyllarisquizga plus au Nord.

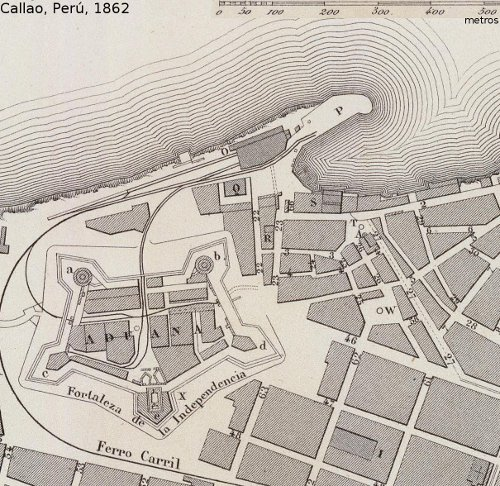
Carte du port de Callao montrant la voie ferrée en 1862.

C'est le seul train en Amérique du Sud, parmi ceux avec un écartement standard de 1,435 m, qui atteint une altitude d'environ 4 781 m dans le tunnel de Galera. Le point culminant est La Cima, à 4 835 m d'altitude, située sur la branche minière de Tíclio à Morococha. Ce point dépasse Collahuasi de 27 m, le point le plus élevé du chemin de fer minier à Antofagasta, au Chili - dont l'écartement est de 1 m - qui est de 4 818 m. Donc, pendant de nombreuses années, c'était le chemin de fer qui atteignait l'altitude la plus élevée, ce n'est qu'en 2006 qu'il a été dépassé par la ligne Qinghai-Tibet qui atteint 5 068 m d'altitude.
Pour atteindre cette hauteur, le train franchit  58 ponts, 69 tunnels et environ 6 zigzags. Il faut près de  8 heures pour parcourir la distance de  172 km qui sépare Callao de Galera.
La ligne remonte le cours de la rivière Rímac et de ses affluents jusqu'à Chinchán, à environ  7 km au-delà de Casapalca, une étape importante établie sur le versant ouest de la chaîne Andes car c'est un carrefour destiné à la concentration des minérais. Elle continue ensuite de monter jusqu'au sommet des Andes qui sont franchis par le tunnel de Galera. De là, la voie descend du côté opposé en suivant le cours de la rivière Yauli, qui appartient au versant atlantique, jusqu'à La Oroya. Puis elle suit le cours de la rivière Mantaro, la traverse et arrive à la station Tambo, en passant par le centre de la vallée à travers de très belles villes telles que Jauja, Apata, Matahuasi, Concepción et enfin Huancayo.

## Histoire

### Les projets

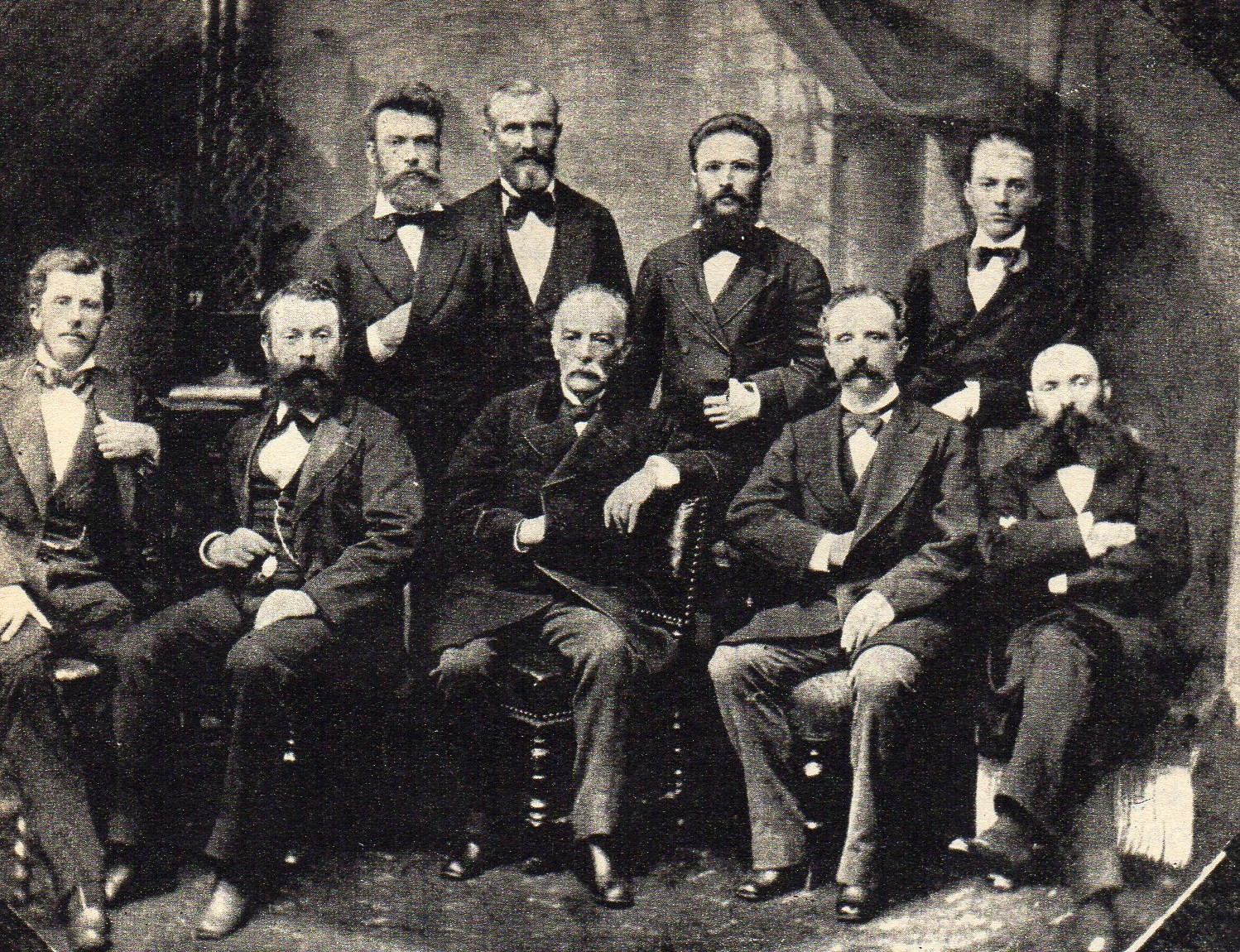
L'équipe des ingénieurs polonais autour d'Ernest Malinowski en 1874.

En 1859, l'ingénieur Ernest Malinowski propose d'étendre le chemin de fer récemment ouvert de Lima à Callao, jusqu'à la vallée de Jauja l'ancienne première capitale du Pérou. Malinowski est un expatrié polonais, volontairement exilé au Pérou en raison de problèmes politiques dans son pays, occupé à l'époque par l'Allemagne, la Russie et l'Autriche.
À cette époque, le projet proposé par Malinowski au gouvernement de Ramón Castilla  successeur et prédécesseur de José Rufino Echenique à la tête du Pérou arrive dans une période  favorable grâce à la prospérité économique dû aux exportations du guano des îles Chincha et à la stabilité politique momentanées.
Le gouvernement péruvien charge alors Felipe Barreda, Mariano Felipe Paz Soldán et Manuel Marrón de rendre compte en détail du projet. Cette commission conçoit un plan détaillé pour le chemin de fer qui, après approbation par le Congrès péruvien, a été intégré à la proposition de Malinowski.
Ensuite, le Congrès nomme une nouvelle commission pour faire des recommandations sur des plans de construction alternatifs. Cette deuxième commission a livré un rapport méticuleux des quatre itinéraires possibles qu'elle avait explorés et évalués :
1. Par les gorges du fleuve Rímac, à partir de Lima et en passant par Matucana, San Mateo et Tarma.
2. Par la gorge de la rivière Chillón, de Lima, en passant par Cavalier, Yangas, Obrajillo, Casachanca et Carhuacancha
3. Le long de la rivière Chancay, depuis Lima, en passant par Chancay, Macas, Huamantanga, Huaillay et Cerro de Pasco
4. Le long de la rivière Lurín, de Lima, en passant par Lurín, Sisicaya, Tupicocha, San Damián, Tuctucocha, Pumacocha, Basket, Tarma et Jauja.

Selon ce rapport, la construction d'une voie ferrée était possible mais difficile par la gorge du Rímac, presque impossible par la gorge du Chillón, impossible par le Chancay, mais très facile par le Lurín. Cette dernière option est le choix de l'ingénieur Gerrit Backus, réputé pour être l'un des professionnels les plus compétents dans la conception et la construction de voies ferrées.
Des trois itinéraires possibles, celui des gorges du fleuve Rímac a finalement été choisi.
Ces phases préliminaires durent jusqu'en mars 1866 lorsque les études s'arrêtent en raison de la guerre avec l'Espagne.

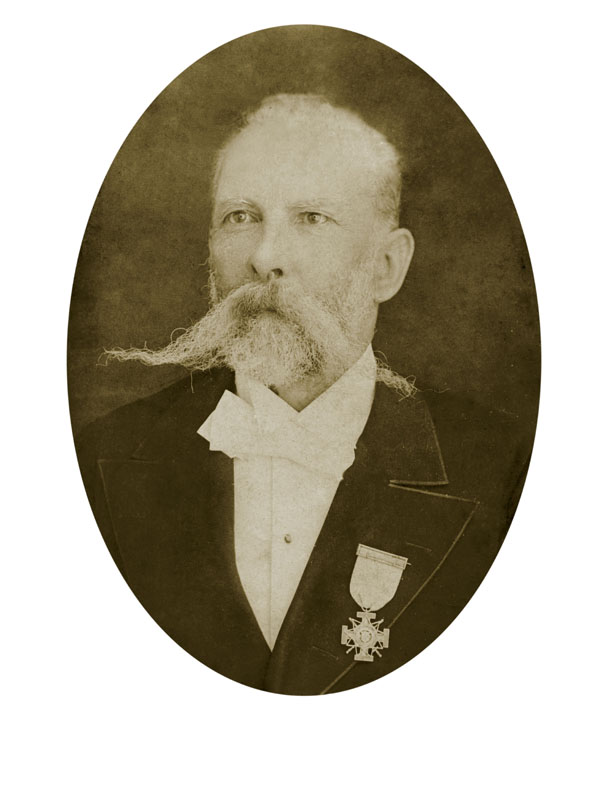
L'ingénieur d'État Don Pedro Marzo.

En 1868, Don Diego Masías fit venir Henry Meiggs, un Américain qui avait été entrepreneur dans le New Jersey et au Chili. Meiggs, après quelques négociations, a comparu devant le gouvernement le 21 septembre de la même année pour exposer sa vison de la conception et de la construction du chemin de fer entre Lima et Jauja.
Meiggs aurait dit au gouvernement: "Je placerai des rails là où les lamas marchent".
Les études proposées ont été approuvées et, avec un budget de construction qui avait grimpé à 27 millions de livres, la proposition de Meiggs a été acceptée. Le contrat précisait que les travaux devaient être achevés dans un délai de six ans et seraient financés par la vente d'obligations spéciales, avec un intérêt annuel de 6 % et un amortissement de 2 % dix ans après leur vente.

Le contrat conclu entre le Gouvernement péruvien et Meiggs le 18 décembre 1869 fut signé par acte public le 23 décembre 1869. Le premier article établissait:

« 1º.- M. Enrique Meiggs, ses héritiers, exécuteurs testamentaires ou représentants légitimes, s'engage à construire le tronçon du chemin de fer central du Transandino, entre Callao et Lima jusqu'à La Oroya; sous réserve du plan et des contours réalisés par l'ingénieur en chef M. Ernesto Malinowski, avec l'intervention de l'ingénieur d'État Pedro Marzo, qui ont déjà été approuvés et seront déposés et scellés au ministère de la Direction. »

### Construction

#### Ligne principale Callao - La Oroya
La construction de la ligne principale de 222 km commence le 20 janvier 1870 par une cérémonie somptueuse au cours de laquelle la première pierre de la gare de Monserrate à Lima a été placée. Les travaux ont débuté sous la direction de Malinowski, chef de l'organisme technique, et de son collègue ingénieur polonais Edward Jan Habich.
Au début de la construction, Felipe Westhoff, immigrant germano-lituanien, a été envoyé pour trouver des traverses en bois pour le chemin de fer. Westhoff est arrivé de cette façon à l'archipel de Guaitecas en Patagonie chilienne où des peuplements de Pilgerodendron uviferum - un conifère - (en espagnol : Ciprés de las Guaitecas) étaient exploitables. Dans le but de superviser l'entreprise, il a fondé la colonie de Melinka.
Le chemin de fer Callao, Lima à La Oroya atteint Chicla (PK 141) en 1878, rejoint La Oroya (PK 222) en 1893 et enfin Huancayo (PK 346) en 1908,.
On estime qu'environ 10 000 hommes ont travaillé à la construction des lignes. Ils étaient originaires de la côte chilienne ou chinois spécialement amenés de Macao. Ils ont subi de grandes difficultés pour transporter les milliers de tonnes de matériel nécessaires, fer, charbon, machines, bois, ponts métalliques importés d'Angleterre, de France et des États-Unis. Sans les techniques modernes, ordinateurs ou satellites, ils ont vaincu des épidémies inconnues et conquis les reliefs escarpées de la Cordillère des Andes.
C'est le deuxième chemin de fer le plus haut du monde (après l'ouverture du chemin de fer de Qing-zang au Tibet qui monte à 5 068 m), avec le tunnel du sommet de la Galera sous le mont Meiggs à 4 783 m  et la gare de Galera à 4 777 m d'altitude, nécessitant des prouesses techniques, notamment de nombreux lacets, six zigzags et une soixantaine de tunnels et de ponts en acier.

Quelques-uns des 58 ponts.
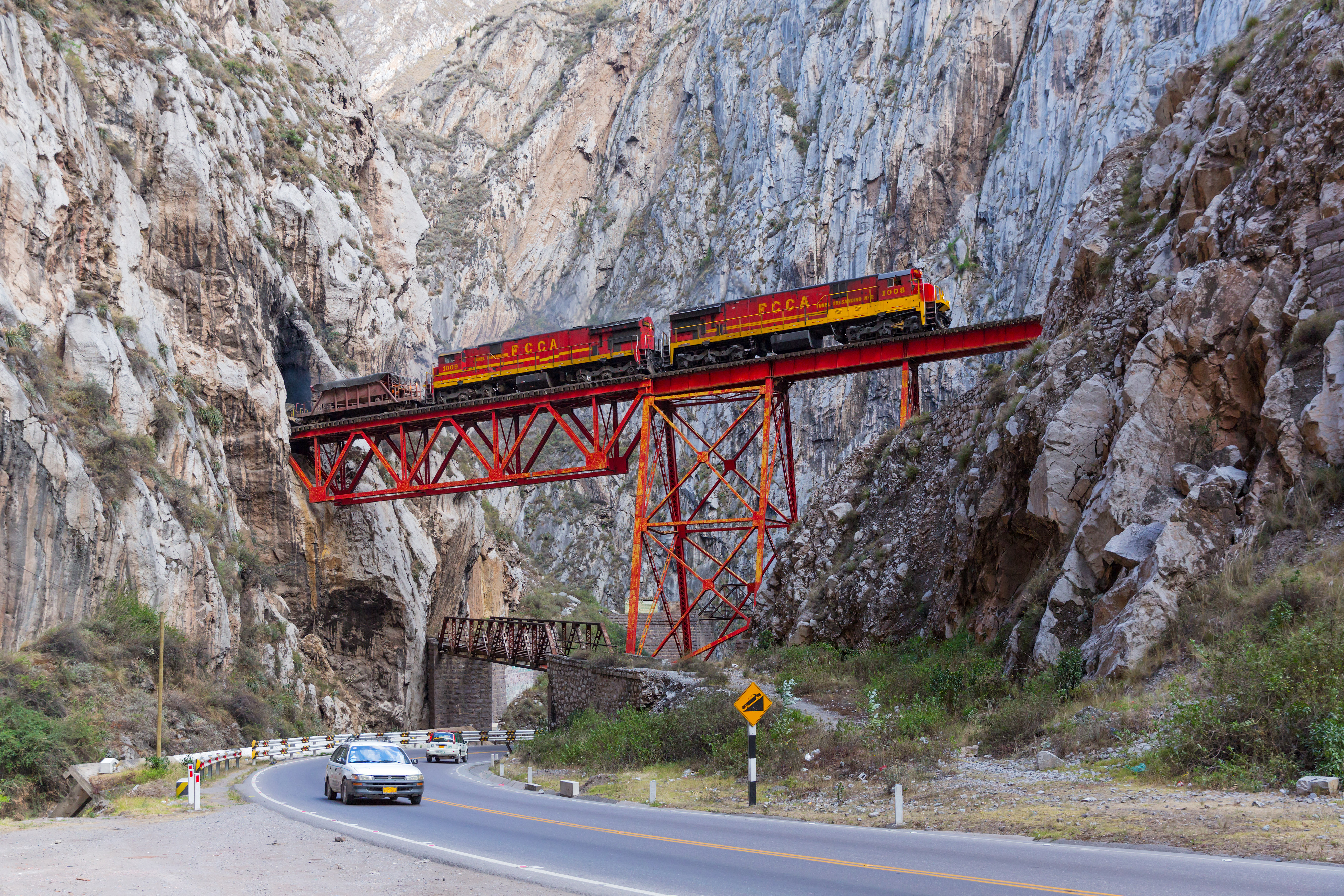
Le pont Infiernillo (enfer) dans les gorges du Rímac.
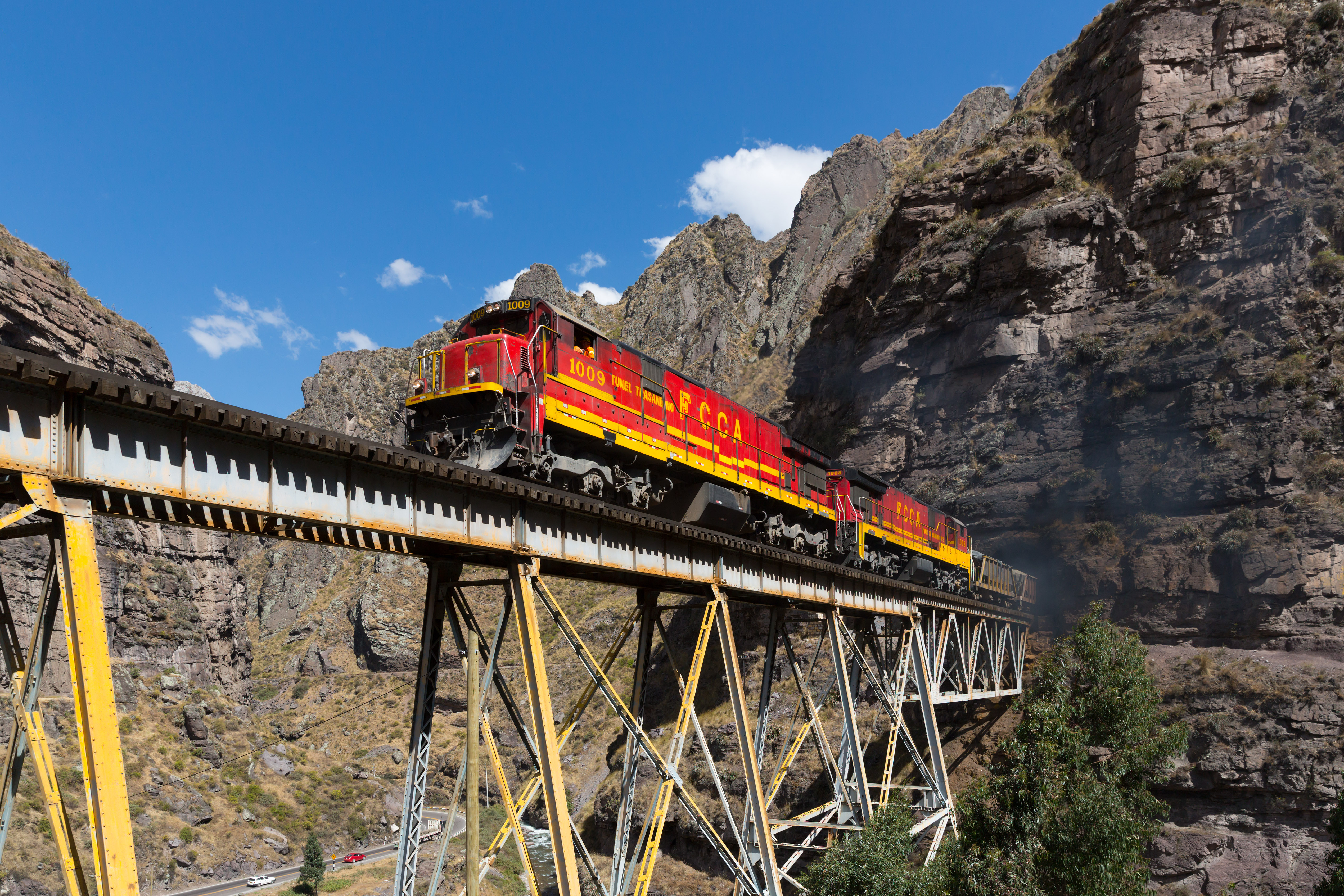
Pont métallique entre Rio Blanco et San Mateo.
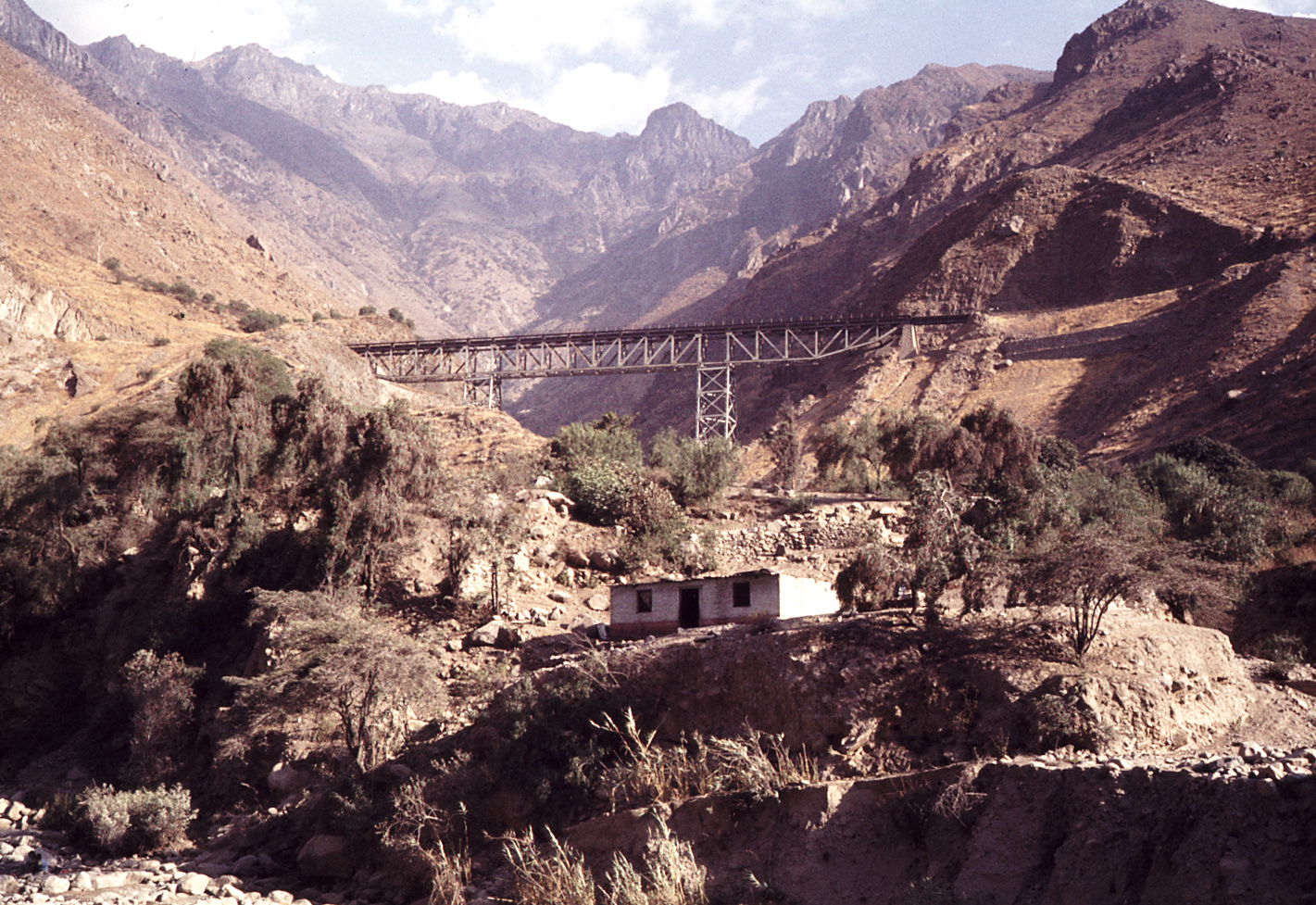
Le pont Verrugas près de Matucana.

Pour faciliter la construction de la ligne principale, elle est divisée en sept sections, qui sont:
1. Lima - Callao - Cocachacra
2. Cocachacra - San Bartolomé - San Jerónimo de Surco
3. San Jerónimo de Surco - Matucana
4. Matucana - Parac
5. Parac - San Mateo - Río Blanco
6. Río Blanco - Galera
7. Galera - La Oroya

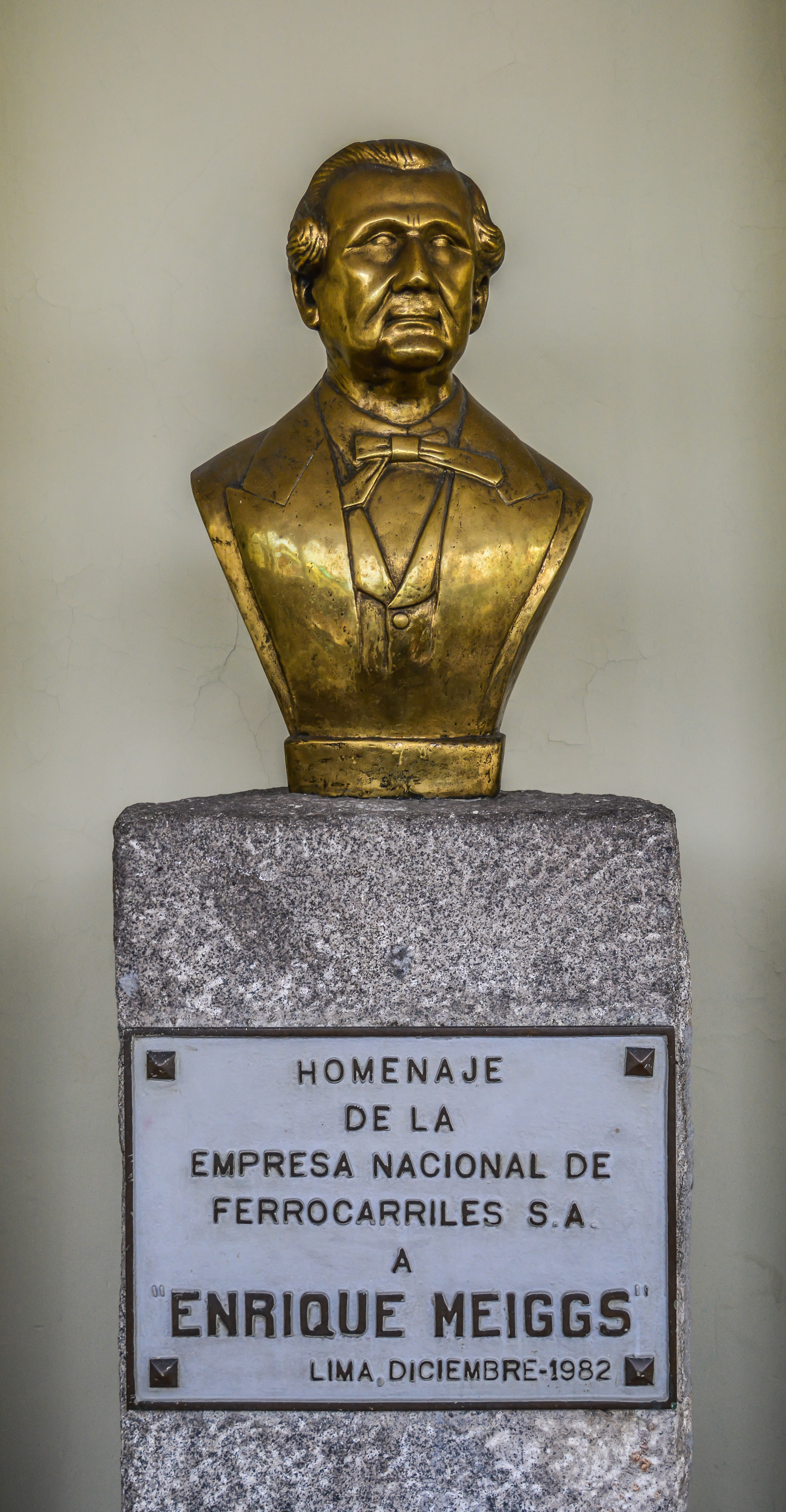
Buste d'Henry Meiggs dans la gare Desamparados de Lima.

Meiggs n'a pu construire le chemin de fer que jusqu'à Chicla, à 141 km de Callao car il a rencontré de très sérieuses difficultés de financement.
Le but de La Oroya n'est atteint qu'après la livraison de tous les chemins de fer que l'État a construits, aux obligataires de la dette extérieure péruvienne, après la guerre Pérou-Bolivie contre le Chili, dite Guerre du Pacifique (1879-1884).
La ligne est livrée au trafic public jusqu'à Cocachacra le 9 février 1871, à San Bartolomé en septembre de la même année et à Chicla en mai 1878, soit moins d'un an après le début de la guerre de 1879 alors que Meiggs est déjà décédé. En raison du conflit, la construction a été paralysée jusqu'en 1890. Cette année-là, les obligataires ont assumé les droits et obligations de Meiggs et ont depuis organisé la société péruvienne, successeur des détenteurs. La ligne atteint Casapalca le 12 juillet 1892 et enfin La Oroya le 10 janvier 1893.
Parmi les travaux majeurs de cette partie de la voie ferrée figurent le viaduc de Verrugas ou Carrión, long de 175 m et haut de 80 m et le tunnel de la Galera, long de 1 177 m, ainsi que le tunnel hélicoïdal de Baltasitué dans la zone de Sacrape à 1 375 m d'altitude situé au PK 94 que le train met 4 à 5 minutes à franchir.

#### Tracé et gares dans la capitale
La voie part du Patio Central (12° 02′ 42″ S, 77° 08′ 05″ O
) à Callao qui est le point kilométrique 0 (PK0), longe l'usine Guadalue à Callao, suit l'avenue "Enrique Meiggs" passe par la gare de Monserrate (12° 02′ 25″ S, 77° 02′ 18″ O
) où a été posée la première pierre des travaux et se poursuit jusqu'à la station Desamparados située derrière le Palais du Gouvernement (12° 02′ 39″ S, 77° 01′ 43″ O
) à Lima.
La gare Desamparados (les sans-abri) est l'un des bâtiments les plus attrayants du centre historique de Lima, elle est l'œuvre de l'architecte Rafael Marquina et a été achevée en 1912. Vu le faible trafic sur le réseau la gare est essentiellement utilisée et réputée pour être la Maison de la littérature péruvienne (Casa de la literatura peruviana). Outre des expositions temporaires, elle présente une exposition permanente de l'œuvre de l'écrivain péruvien Mario Vargas Llosa.
La ligne ne fonctionne parfois qu'un jour par mois. Depuis la gare Desamparados de Lima Il faut 14 heures pour atteindre Huancayo à 3 271 m d'altitude, le départ est à 7 h et l'arrivée à 21 h.

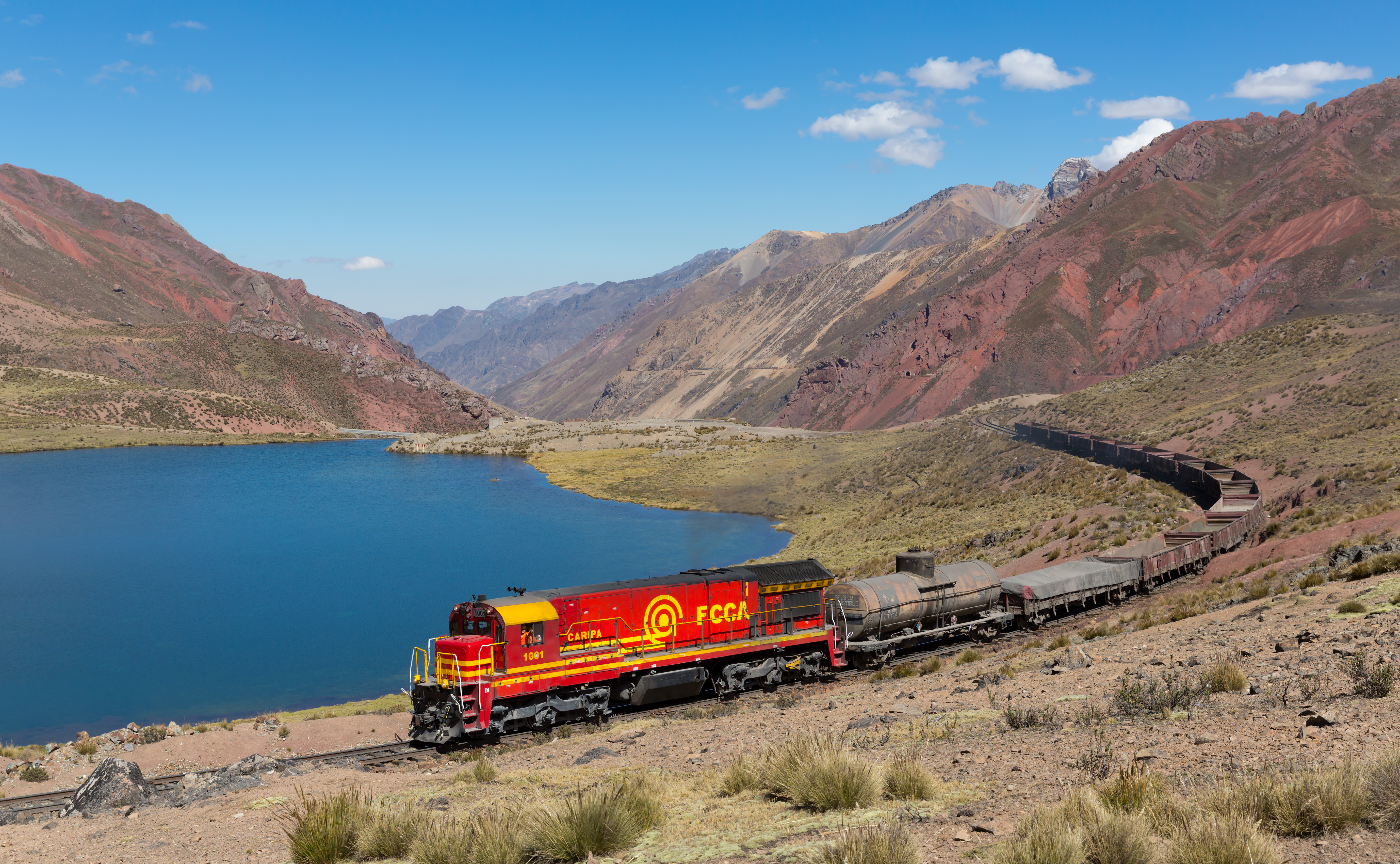
La motrice GE C30-7 no 1001, photographié à environ 4710 m d'altitude entre Chinchan et Ticlio, au Pérou.

#### Tronçon La Oroya-Jauja-Huancayo
Par un contrat supplémentaire appelé accord conclu entre le gouvernement et la Société péruvienne en 1907, cette société a repris la construction du tronçon entre La Oroya et Huancayo déjà entamé en 1905 par l'État avec une extension de 20 km jusqu'à Huari. Il a été ouvert au trafic jusqu'à Huancayo (12° 04′ 03″ S, 75° 12′ 21″ O
) le 8 septembre 1908.
Commencé en janvier 1870, il a donc fallu plus de  38 ans pour terminer le réseau prévu initialement pour le Ferrovias Central.
Avec 535 km d'extension totale, la ligne de chemin de fer suit le cours du Río Rímac jusqu'à Chinchan par le tunnel Galera. Au point kilomètrique 172,7 se trouve la gare de voyageurs de Galera la plus haute du monde, à  4 871 m. De ce point, commence la descente en suivant le cours de la rivière Yauli jusqu'à La Croya, puis la voie suit le cours de la rivière Mantaro et pénètre dans la vallée du même nom jusqu'à Huancayo (12° 04′ 03″ S, 75° 12′ 21″ O

#### Tronçon Nord La Oroya-Cerro de Pasco
La branche nord de 189 km (auparavant une ligne exploitée par une société minière) va directement depuis La Oroya vers la région de Pasco, jusqu'à Cerro de Pasco sa capitale. Une extension aujourd'hui désaffectée menait, depuis Cerro de Pasco, jusqu'aux mines de charbon de Goyllarisquizga plus au Nord.

#### Autres extensions
En 1923, une extension a été ouverte de Ticlio (ce qui en fait la jonction la plus haute du monde) à Morococha via La Cima (4 818 m), d'où en avril 1955 un embranchement est ouvert vers la mine de la Volcan Compania Minera, atteignant à l'époque, le record du monde d'altitude de 4 830 m. La branche et l'extension ont été depuis fermés à la circulation.
Extension Huancayo - Huancavelica, également connu sous le nom de Tren Macho, cette ligne donnée en concession au secteur privé en 2019, est un chemin de fer à voie unique, non électrifié, de 128,7 km de long, à écartement standard reliant les villes de Huancayo et Huancavelica sur les hauts plateaux du centre du Pérou.

### Entreprises de construction et d'exploitation

#### La Peruvian Corporation
En raison de la dette que l'État péruvien a contractée pour la construction de ce réseau ferré, sur la base de l'article no 26 du contrat conclu entre le Gouvernement péruvien et Meiggs le 18 décembre 1869, la compagnie Peruvian Corporation (en) a vu le jour le 20 mars 1890 pour la construction des 160 km restants de la voie ferrée. Deux semaines plus tard, la PC était cotée à la Bourse de Londres. Cette transaction est réalisée parce que les héritiers de Henry Meiggs, ses fils J.G. Meiggs, H.H. Meiggs et Alejandro R. Robertson, vendent à cette nouvelle société leurs parts du chemin de fer central et des mines d'argent de Cerro de Pasco par un accord signé le 12 juin, deux jours après le contrat pour la construction du troçon vers La Oroya.
En 1891, la Peruvian Corporation décide de gérer tous les chemins de fer et de les transformer en plusieurs filiales en partageant les actions entre elles. Sept entreprises voient le jour, dont cinq contrôlées par des filiales. Les deux autres sont gérées par des tiers car il y a encore des contrats valables entre l'État et d'autres gestionnaires. Comme prévu, étant donné la crise économique que le pays connait dans ces années qui suivent la guerre avec le Chili, ces entreprises rencontrent des difficultés pour honorer leurs contrats.
En 1893, les paiements n'ont pas été effectués comme convenu, le Parlement cherche à suspendre ses paiements annuels aux créanciers. La Peruvian Corporation n'étant absolument pas en mesure d'obtenir des revenus par d'autres moyens pour la construction d'autres sections, aucun accord n'est conclu entre les parties avant 1899.
Dès le nouveau siècle, une nouvelle négociation des conditions est conclue à partir de 1904. Mais c'est seulement le 22 juin 1907 que le nouveau contrat peut être signé, qui stipule que :
- La Peruvian Corporation acceptera toutes les dépenses pour les nouvelles lignes prévues jusqu'à une extension d'environ 300 km.
- La compagnie ferroviaire remboursera à l'État tous les frais engagés pour la construction partielle desdites lignes.
- L'utilisation des chemins de fer par la Peruvian Corporation sera prolongée de 17 ans, à la condition que le Trésor commence par le paiement de 80 000 livres sterling. Cette somme devant être prélevée sur la taxe sur le sucre.

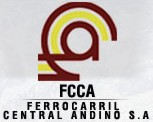
Logo de Ferrocarril Centra Andino.

Finalement, l'utilisation des chemins de fer par la Peruvian Corporation prévue jusqu'en 1927, a duré jusqu'au 1er mars 1973.

#### La Empresa NAcional de FERrocarriles "E.N.A.F.E.R"
Le gouvernement militaire du président Juan Velasco Alvarado, qui a pris le pouvoir le 3 octobre 1968, entreprend une nationalisation de plusieurs entreprises. Les chemins de fer péruviens ne font pas exception. Dans ce but il engage la société française Sofrerail, pour réaliser une étude sur la rentabilité des chemins de fer du pays.
Le 2 avril 1971, tous les chemins de fer privés sont expropriés, y compris ceux de la Peruvian Corporation, dont le siège social était au Canada, accusant ladite société de la ruine systématique du service ferroviaire à cause de ses faibles investissements des dernières années. Comme le précise le ministre des transports et des communications de l'époque, le général Aníbal Meza Cuadra;
« Il ne s'agit pas d'une confiscation, ni d'une nationalisation, ni d'une expropriation, c'est un simple embargo sur un débiteur délinquant selon les intérêts du peuple. »
Ainsi, le 1er décembre 1972, l'Empresa Nacional de Ferrocarriles, mieux connue sous le nom d'ENAFER Pérou, est créée, dans laquelle tous les chemins de fer du pays sont réunis, à l'exception de la ligne La Oroya - Cerro de Pasco, car elle était très rentable et jusque-là elle appartenait à une société américaine, mais passait alors entre les mains de CENTROMIN Pérou, l'Empresa Minera del Centro del Perú.
ENAFER n'a commencé à fonctionner que le 1er janvier 1973, exploitant les lignes:
- Callao - Lima - La Oroya - Huancayo, c'est la ligne principale toujours en service.
- Huancayo - Huancavelica, appelé le « train masculin » (el tren macho) car « il part quand il veut et arrive quand il peut ».
- Mollendo - Arequipa - Puno (Ferrocarril del Sur del Perú) concédé à Peru Rail ce chemin de fer l'un des plus importants transporteurs de fret d'Amérique latine.
- Juliaca - Cusco - Matarani - La Joya. La branche Matarani - La Joya du Ferrocarril del Sur del Perú a été construite entre 1947 et 1950.
- Cuzco - Quillabamba, opéré par Peru Rail et Inca Rail c'est le train du Machu Picchu. Une coulée de boue a détruit la ligne qui n'arrive plus depuis 1998 à Quillabamba.
- Arica (Chili) - Tacna, seul voie internationale du pays construite en 1856 alors qu'Arica appartenait encore au Pérou.

En juillet 1973, grâce à un crédit international, de nouvelles locomotives, du matériel roulant, des rails et d'autres outils sont acquis:
- Aux États-Unis, des pièces de rechange ont été achetées pour un total de 12,6 millions de dollars.
- En Roumanie, 300 wagons et 32 voitures.
- Au Canada, 12 700 t de rails.
- Au Japon, 25 locomotives diesel, 36 wagons-trémie pour le transport des minerais et 40 wagons-citernes.

L'entreprise est restructurée en 1976 par une commission à laquelle seuls les cheminots participent.
En 1979, le Congrès approuve des prêts pour la modernisation du système ferroviaire national.

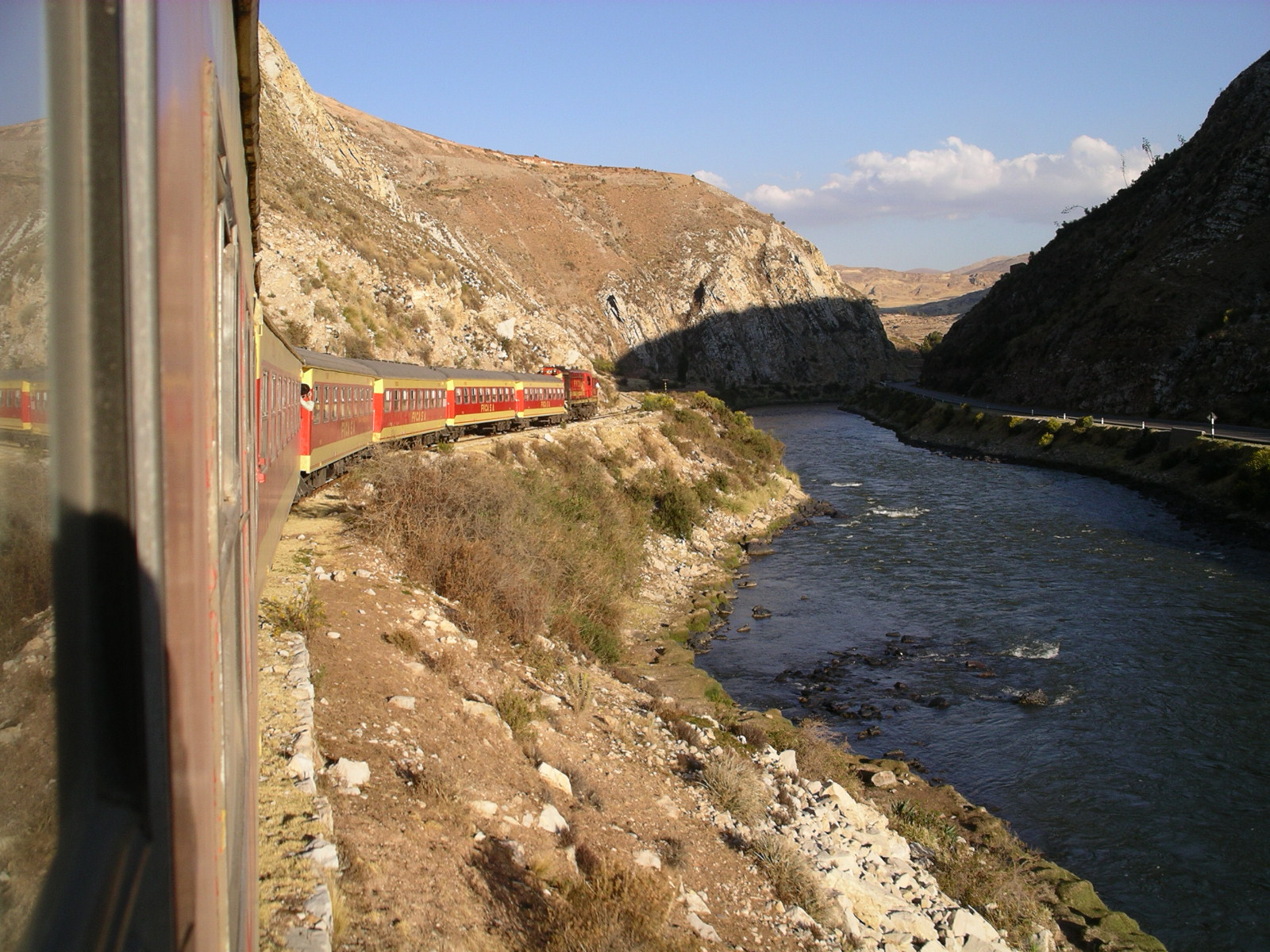
Le train plonge dans la vallée du Río Mantaro 20 km après la ville minière de La Oroya.

En 1981, sous le gouvernement de Fernando Belaúnde Terry, la société devient anonyme, mais dirigée par le ministère des Transports et des Communications du Pérou. À ce moment-là, le total des lignes est de 1 691 km. Pendant les années 1980 jusqu'au début des années 1990, l'activité ferroviaire est en déclin en raison des frais de transport élevé, du terrorisme qui sévissait dans le pays, de la fréquentation des routes et des heures de transit par train.
En 1990, il est décidé d'annuler le service passagers et seul le service marchandise est maintenu. Le service est déclaré en faillite et sa privatisation est demandée en 1991, avec inscription dans les registres publics de tous ses biens immobiliers, ainsi qu'un audit. Il apparait que tout au long des années 1990, le service a diminué et qu'il a été transformé en un énorme éléphant blanc accumulant des pertes de millions de dollars par an. Toutefois, jusqu'à la fin de 1998 les dernières réparations de  12 locomotives et  100 wagons ont pu être effectuées, ainsi que  41 km km de voie.
ENAFER Pérou a cessé ses opérations sur cette liaison à la mi-juillet 1999. Le 20 septembre, le chemin de fer central est passé entre les mains de ses nouveaux propriétaires et la société dirigée par Juan de Dios Olaechea baptisée Ferrovías Central Andina SA (FVCA), aura la concession de cette ligne pendant 30 ans.
Actuellement, ENAFER exploite uniquement le train Tacna-Arica (Chili).

#### Ferrovías Central Andina "FVCA"

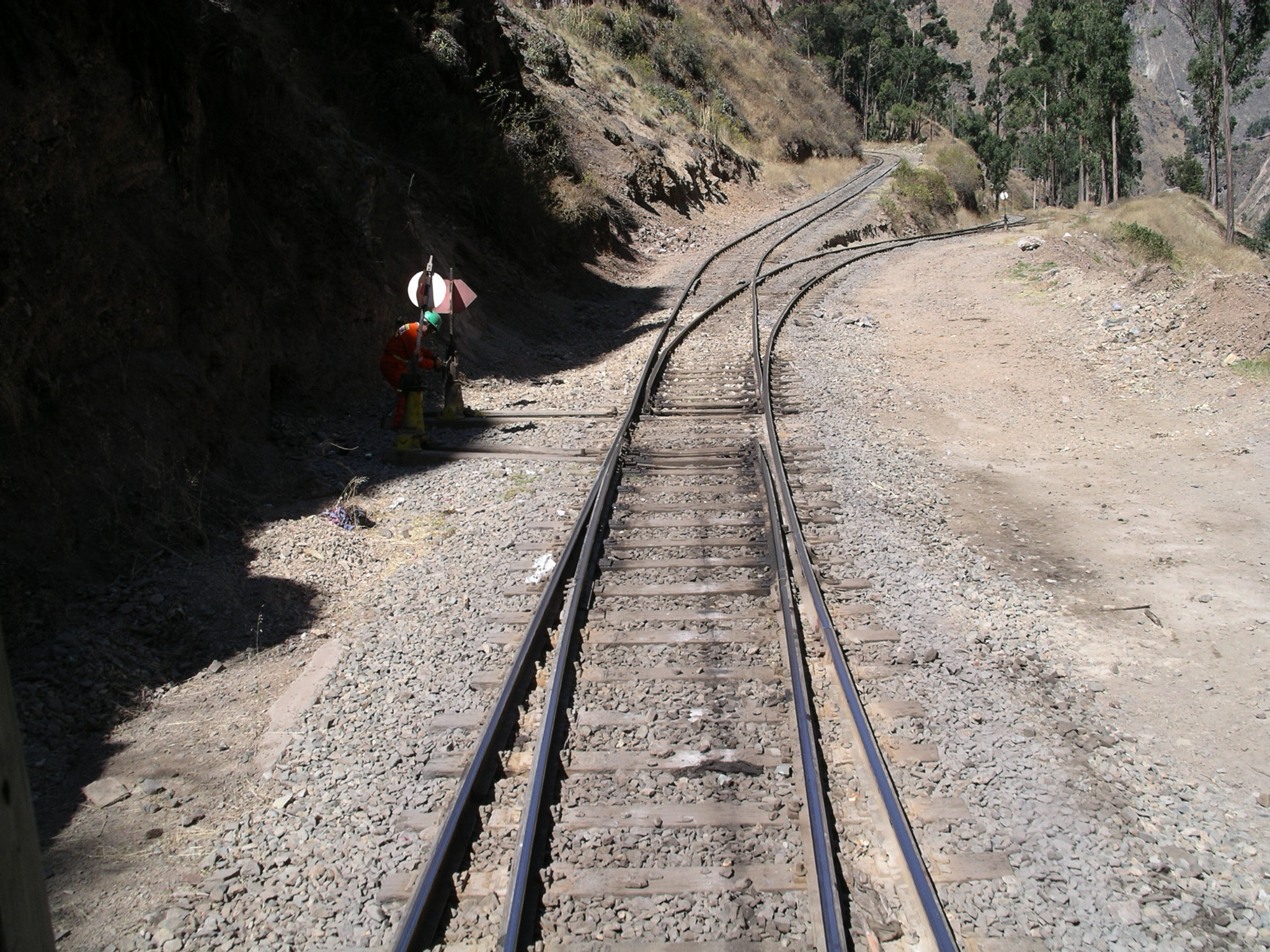
Zigzag de Rumichaca.

Après cette période de fonctionnement par l'entité nationalisée Empresa Nacional de Ferrocarriles del Perú (ENAFER), en juillet 1999, le gouvernement a attribué la gestion à un consortium divisible dirigé par la Railroad Development Corporation (RDC) de Pittsburgh (Pennsylvanie), la Peruval Corp de Lorenzo Sousa et Chemins de fer du sud-est, une concession pour l'exploitation de l'ancien Ferrocarril del Centro pendant 30 ans. Les investisseurs de ce consortium nommé Ferrocarril Central Andino (FCCA) comprennent RDC, Juan Olaechea & Company, Minas Buenaventura, ADR Inversiones et Inversiones Andino. La société de maintenance associée à FCCA est nommée Ferrovias Central Andina (FVCA).
C'est l'hyperinflation et la perte monétaire du premier gouvernement García qui ont conduit à la faillite irréversible du train. En 1993, lors du premier mandat présidentiel d'Alberto Fujimori, afin de redresser la situation, l'entité Cepri-Enafer a été créée, dirigée par son président du conseil d'administration David San Román qui a proposé la mise en place d'une concession de 30 ans pour les chemins de fer opérant au Pérou.
Cependant, après six ans de procédures régulières d'appel d'offre, celui-ci a été remporté par la récente société de Juan de Dios Olaechea y Cía, qui prend possession de Ferrocarril Central le 12 juillet 1999. Les actionnaires qui de partagent la privatisation sont les entreprises : Mitsui, Buenaventura, RDC, Inversiones Andina et CDC.
Ferrovias Central Andina parvient à prolonger de 10 ans sa période de concession de 30 ans avec un engagement d'investissement.
Ferrovias Central Andina a donc commencé un plan d'investissement important en 2010. De nouveaux rails de  115 livresm ont été acquis pour le tronçon de  222 km qui va de Callao à La Oroya, alors que les vieux rails n'en pesaient que  80 livres. Ce remplacement permettant d'augmenter la sécurité sur cette ligne. En outre, la société construit un grand atelier de 4 900 m2, libérant ainsi une partie du terrain qu'elle occupait auparavant à Callao.
En juin 2006, le gouvernement péruvien a convenu que la FCCA devait aller de l'avant avec la conversion du modèle: voie de jauge de voie Ferrocarril Huancayo - Huancavelica en modèle: voie de jauge de jauge. Estimé à 16 mois, le projet de  33 millions de dollars US devait être financé conjointement par le gouvernement et la Banque de développement d'Amérique latine. Ce projet a été achevé en octobre 2010.
En 2012, une proposition de ligne de banlieue urbaine dans la ville de Huancayo, le « métro de Huancayo », a été dévoilée.
Pour l'année 2015, Ferrovias Central Andina décide d'investir  40 millions de dollars US dans l'acquisition de  150 wagons de fret supplémentaires et pour terminer la modification de  8 locomotives General Electric C-39.
La construction d'un tunnel du Trasandino devant permettre prochainement le transport de marchandises et de passagers par chemin de fer en seulement 3 heures et demie.
Projets d'investissement immédiats à partir de 2020:
1. Accès ferroviaire qui relie la voie ferrée au quai à conteneurs (Muelle Sur) dans le terminal portuaire de Callao.
2. Construction d'arrêts de bus pour la fourniture de services de transport de passagers sur la ligne Lima - Chosica.

Parmi d'autres projets, notamment une liaison transaméricaine entre les ports de Paita au Pérou et Santos au Brésil (projet abandonné en 2018), l'un des actionnaires, RDC a suggéré la construction d'un tunnel de 21 km et de 400 millions de dollars US dans les Andes, afin de réduire à 4 heures le spectaculaire trajet de 346 km Lima - Huancayo qui dure aujourd'hui 14 heures.

## Les lignes
Le Pérou (en 2014) n'a pas de réseau ferroviaire cohérent et Ferrocarril Central (FCC) n'est pas connecté aux voies ferrées au nord et au sud de Lima. Hormis la FHH, la ligne de chemin de fer de Huancayo à Huancavelica - qui est l'une des rares voies encore propriété de l'État, le FCC est un réseau isolé.
En 2012, une proposition de ligne de banlieue urbaine dans la ville de Huancayo, le « métro de Huancayo »«  », a été dévoilée.
Le fret du réseau « central andin » représente l'essentiel du trafic qui comprend des minérais, principalement de La Oroya  (cuivre, plomb, zinc), des carburants, du ciment, des minéraux de silicium vers les entreprises industrielles pour un traitement ultérieur ou au port pour l'exportation et des produits alimentaires vers les villes desservies. Cet itinéraire est célèbre pour ses paysages spectaculaires des Andes péruviennes. Bien qu'il n'y ait actuellement pas de trafic régulier de passagers, FCCA propose plusieurs voyages touristiques par mois de Lima à Huancayo, selon un calendrier publié précédemment.
Le réseau comportait à l'origine six sections dont il ne rest aujourd'hui, que 535 km.

### Lignes en service

#### Callao - La Oroya
Ligne principale Callao-La Oroya. Ce tronçon de ligne commence directement sur les quais de la ville portuaire de Callao et suit le Río Rímac vers le point le plus élevé du parcours - le tunnel entre Ticlio et Galera. Au point kilométrique 172,7 se trouve la gare de voyageurs de Galera la plus haute du monde, à 4 871 m. De ce point, commence la descente en suivant le cours de la rivière Yauli jusqu'à La Croya, puis la voie suit le cours de la rivière Mantaro et arrive à la ville industrielle de La Oroya - l'une des dix villes les plus polluées au monde - à l'est de Lima.
Le tronçon a une longueur de 222 km et a été ouvert à la circulation en 1893. Jusqu'en 2005, cette ligne était la plus haute du monde et avait un dénivelé de plus de 4 800 m. C'est sur ce tronçon qui y a la plupart des tunnels, des ponts et des pistes en zigzag. De Callao à Chosica (PK 54), la pente maximale est de 2,8 %. À San Bartolomé - à 76 km de Callao - les sections les plus raides commencent. Au cours des 100 km suivants, la voie ferrée monte à environ 3 300 m d'altitude. Il est donc naturel que cette partie de la ligne soit la plus exposée aux chutes de pierres, aux inondations, à la neige et aux glissements de terrain. Les trains en descendant sont généralement entièrement chargés, ce qui met les conducteurs de train et les serre-frein (brequeros) à rude épreuve. Si un train se décroche ou déraille, cela peut être fatal sur les flancs escarpés de ces montagnes. En 1909, 14 hommes ont perdu la vie et plus d'une centaine ont été blessés lorsque la locomotive no 33 a percuté un train de travail sur le pont de Chaupichaca (PK117) et a emmené le train de travail et plusieurs travailleurs dans l'abîme.

#### La Oroya - Huancayo
La ligne continue vers Huancayo le long de la rivière Mantaro et pénètre dans la vallée du même nom jusqu'à Huancayo à l'est de Lima.
En 1903, la société Carlo Gildermeister & Co a reçu une licence pour construire le chemin de fer entre La Oroya et Huancayo. La société n'avait pas soumis de plans dans le délai de 6 mois et la licence a été révoquée en juin 1904.
Au lieu de cela, l'État a commencé à planifier le projet lui-même, donnant le contrat de construction à Peruvian Corporation en 1905 avec une extension des droits de licence existants de la société dans le cadre du paiement. Les premiers trains ont circulé dès 1906, bien que l'ouverture officielle n'ait eu lieu qu'en 1908. Ici aussi, la Société péruvienne (filiale du FCC) était l'opérateur. La ligne parcourt un terrain relativement plat et suit la rivière Mantaro de La Oroya à Huancayo pendant 124 km.

#### La Oroya - Cerro de Pasco
Ce chemin de fer a été construit par la société minière américaine Cerro de Pasco Corporation pour desservir l'exploitation de son vaste complexe minier dans et autour de Cerro de Pasco au nord de Lima. La ligne a été achevée et ouverte en 1904.
En 1973, les mines et le chemin de fer ont été nationalisés dans la société publique CENTROMIN. Depuis 1999, la ligne fait partie du réseau couvert par la licence de la FVCA. La section a (et a eu) plusieurs voies latérales privées de différentes longueurs (et pistes ). Le tronçon comporte une piste en zigzag et mesure 189 km de long.

### Voies latérales abandonnées

#### Lima - Ancòn - Chancay
En 1867, les plans de construction d'un chemin de fer à voie normale de Lima et du nord à la ville côtière de Huacho ont été réalisés. Début 1870, le premier tronçon de 42 km entre Lima et Ancón est ouvert. Le 17 décembre 1870, le tronçon est terminé jusqu'à Chancay. Initialement, le terminus de la ligne était à Lima, du côté nord du fleuve Rímac. Plus tard, un pont a été construit sur la rivière afin que la voie puisse partager la station de Desamparado avec la FCC.
Les travaux se sont ensuite poursuivis depuis la station de Chancay. Le tronçon entre Ancón et Chancay a été détruit par les Chiliens pendant la guerre du nitrate car ils ne pouvaient pas le démonter et le transporter dans son intégralité dans leur pays. Cette section passait par la serpentine actuelle de Pasamayo et n'a pas été reconstruite.
La ligne entre Lima et Ancón n'a pas été endommagée pendant la guerre et, en 1891, elle a été reprise par la société péruvienne et a fonctionné comme une dérivation de la FCC. Son trafic régulier a été suspendu en 1958 ne laissant que des trajets sporadiques. Elle a été abandonnée définitivement en 1965 et toute la ligne a été démantelée.

#### Ticlio - Morococha

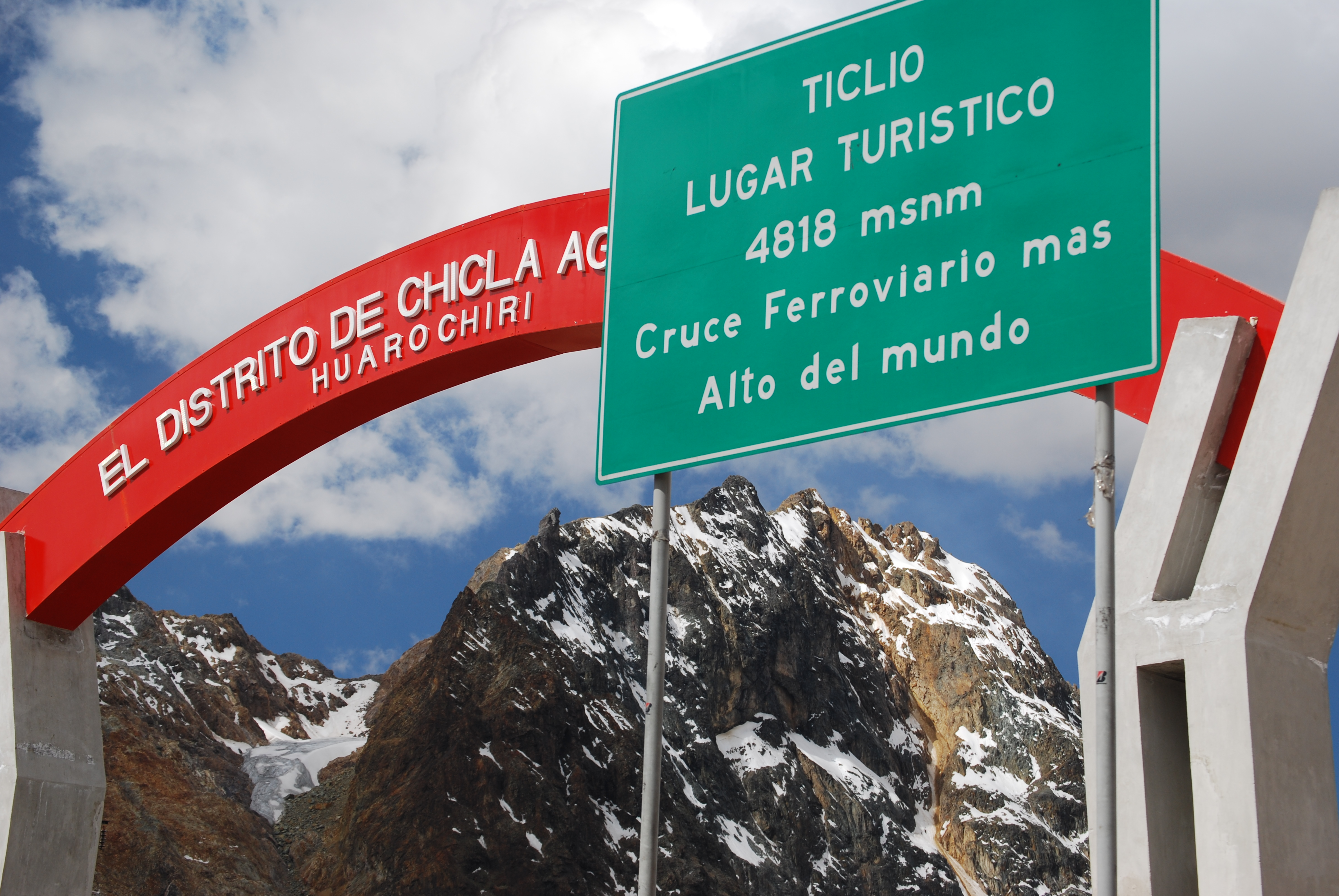
Col ferroviaire de Ticlio, 2e chemin de fer le plus haut du monde.

Cette portionde 14,3 km a été initialement donnée en concession spéciale, accordée en 1899, à Giuseppe Falcone Vignolo propriétaire des mines de Yauli et de Morococha et à son frère Giovanni Falcone Vignolo. Elle a ensuite été transféré à la Société péruvienne. Cette ligne a été construite et livrée au trafic en 1903 pour le transit des minérais de Morococha. Elle part de la ligne principale près de Ticlio, juste avant l'entrée ouest du tunnel Galera. Les trains en provenance des mines de Morococha devaient principalement transporter le minerai jusqu'aux fonderies et broyeurs de La Oroya et la ligne latérale bifurquait donc en direction de Lima (à l'écart du tunnel).
Au point culminant de La Cima (4 818 m d'altitude), une voie a été posée en 1955 qui zigzaguait jusqu'à une mine à 4 829 m d'altitude. Entre La Cima et Morococha, il y avait 3 pistes en zigzag sur une distance d'environ 10 km et un dénivelé d'un peu moins de 400 m, soit une pente de près de 4 %. La longueur maximale des rames était déterminée par la longueur de la voie de bout la plus courte dans les zigzags. Faire reculer les trains sur les voies en zigzag était à la fois long et dangereux.
Le détour par La Cima ayant pu être évité après l'évacuation de l'eau de montagne du lac Morococha à Morococha, la société minière Cerro de Pasco a décidé de prolonger la voie de 18,6 km jusqu'à la ligne principale pour obtenir une route plus directe vers La Oroya réduisant ainsi le coût du transport. Une fois l'extension terminée en 1921, il y avait peu de trafic passant au-dessus de La Cima. En 1974, la société minière Cerro de Pasco a été nationalisée en Empresa Minera del Centro del Perú (CENTROMIN). Depuis 2014, la ligne entre Ticlio et Morococha n'est plus employée et il y a aussi peu de trafic sur la section entre Morococha et Cut-Off (où la ligne latérale rencontre la ligne principale).

#### Pachacayo - Chaucha
La ligne de 80 km a été commencée en 1942 par la société minière Cerro de Pasco, mais des retards pendant la Seconde Guerre mondiale ont fait que la ligne n'a été ouverte qu'en 1948. Avec un point le plus élevé à 4 723 m d'altitude, la ligne reliait Chaucha à la ligne principale de la FCC à Pachacayo.
Le minerai des mines de Yauricocha était transporté par un téléphérique de 15 km jusqu'à Chaucha, où il était chargé sur les trains. Après 2000, l'activité minière a été arrêtée et le chemin de fer est resté inutilisé. En 2005, la voie a été retirée et réutilisée sur la voie entre Huancayo et Huancavelica lorsque celle-ci a été convertie de voie étroite à voie normale.

## Locomotives utilisées
Le chemin de fer a eu un nombre impressionnant de locomotives au cours de son histoire séculaire. Les premières arrivèrent en 1870 et étaient d'origine américaine, presque entièrement de marques Rogers et quelques Danforth-Cooke Locomotive and Machine Works (en). Voici quelques noms donnés à ces machines : El Gigantito, Oroya, Lima, Callao, Cocachacra, Favorita, Surco, Junín, Tarma, Rímac, San Lorenzo, Santo Domingo, San Francisco, Matucana, San Mateo, etc.
Après 1890, lorsque l'État péruvien a repris la ligne, plus de machines américaines Baldwin et Alco ont été importées.
À ses débuts, la ligne reposait principalement sur des locomotives à vapeur importées des États-Unis, mais au XXe siècle, le type le plus caractéristique était les 2-8-0 au mazout de type "Andes" de Beyer, Peacock and Company de Manchester (Angleterre),. La machine no 206 de ce type est conservé pour des travaux spéciaux.
Ce n'est qu'en 1908 que les NBL d'origine britannique ont été introduits et en 2010, des locomotives «C39-8» des années 1980 ont été introduites.
Les premiers moteurs diesel pour les opérations routières ont été livrés par Alco en 1963,.
Les différentes opérateurs du réseau se sont ensuite fournis en motrices diesel auprès de 3 principaux constructeurs américains; General Electric, Electro-Motive Diesel et Montreal Locomotive Works.
- GE C39-08 : 8 exemplaires  - no 1014, 1016, 1017, 1018, 1019, 1020, 1021 et 1022. Puissance: 2 900 kW.
- GE B39- E8 : 2 exemplaires -  no 1005 et 1006 (désaffectée). Puissance: 2 900 kW.
- GE C39-8P : 8 exemplaires - no 1012 (récemment modifiée), no 1026, 1027, 1028, 1029, 1030 (Ex Conrail, peint en bleu en hommage à la défunte société Conrail), no 1031 et 1032). Modifiée au Pérou pour traverser sans problème les tunnels entre Matucana et Galera. Puissance: 2 900 kW.
- GE C30M-3 : 2 exemplaires - no 1001 et 1003. Modifiée par Locomotoras San Luis au Mexique. Puissance:  2 200 kW.
- GE C30-7PA : 4 exemplaires - no 1007, 1008, 1009 et 1010. Modifiée au Pérou pour mieux traverser les tunnels entre Matucana et Galera. Puissance: 2 900 kW.
- GE C-40CW :   2 exemplaires - (ex-CSX) reçus en mai 2020. Puissance: 3 000 kW
- EMD SD40-2 : 3 exemplaires - no 1023 et 1024T (Avec un radiateur rénové) et un SD-40 acquis il y a des années en cours de réparation (no 1025). Puissance: 2 200 kW.
- EMD GR12 : 2 exemplaires - no 533 et no 801 (avec cabine rénovée). Puissance: 1 000 kW.
- EMD JT26CW-2B : 3 exemplaires - no 701, 702 (restaurée en juin 2020) et 705. Puissance:  2 200 kW.
- EMD GM C22CW : 2 exemplaires - no 538 (désaffectée) et 539. Puissance:  1 100 kW.
- MLW DL532B : 3 exemplaires - no 412 et 413(désaffectée), no 415. Puissance: 1 000 kW
- MLW ALCO-DL560 : 1 exemplaire - no 608. Puissance: 1 800 kW
- Locomotive à vapeur Beyer-Peacock : 1 exemplaire - no 206 (désaffectée).
- Tram-train Duewag AG : 3 exemplaires - Ancien Huancayo Metro (en)ou métro Wanka, maintenant pour le projet de train Lima-Chosica (fin 2020).
- Locomotives retirées du service et achetées après 2000 :
  - GE C30M-3 : 3 exemplaires - no 1000, 1002 et 1004.
  - GE C36-7p : 1 exemplaire - no 1011.
  - GE C39-08 : 1 exemplaire - no 1015.

En 2006, la FCCA a lancé un programme visant à convertir cinq locomotives General Electric C30-7 et deux locomotives GE C39-8 pour qu'elles fonctionnent au gaz naturel comprimé et au diesel.

Quelques motrices des opérateurs du réseau.
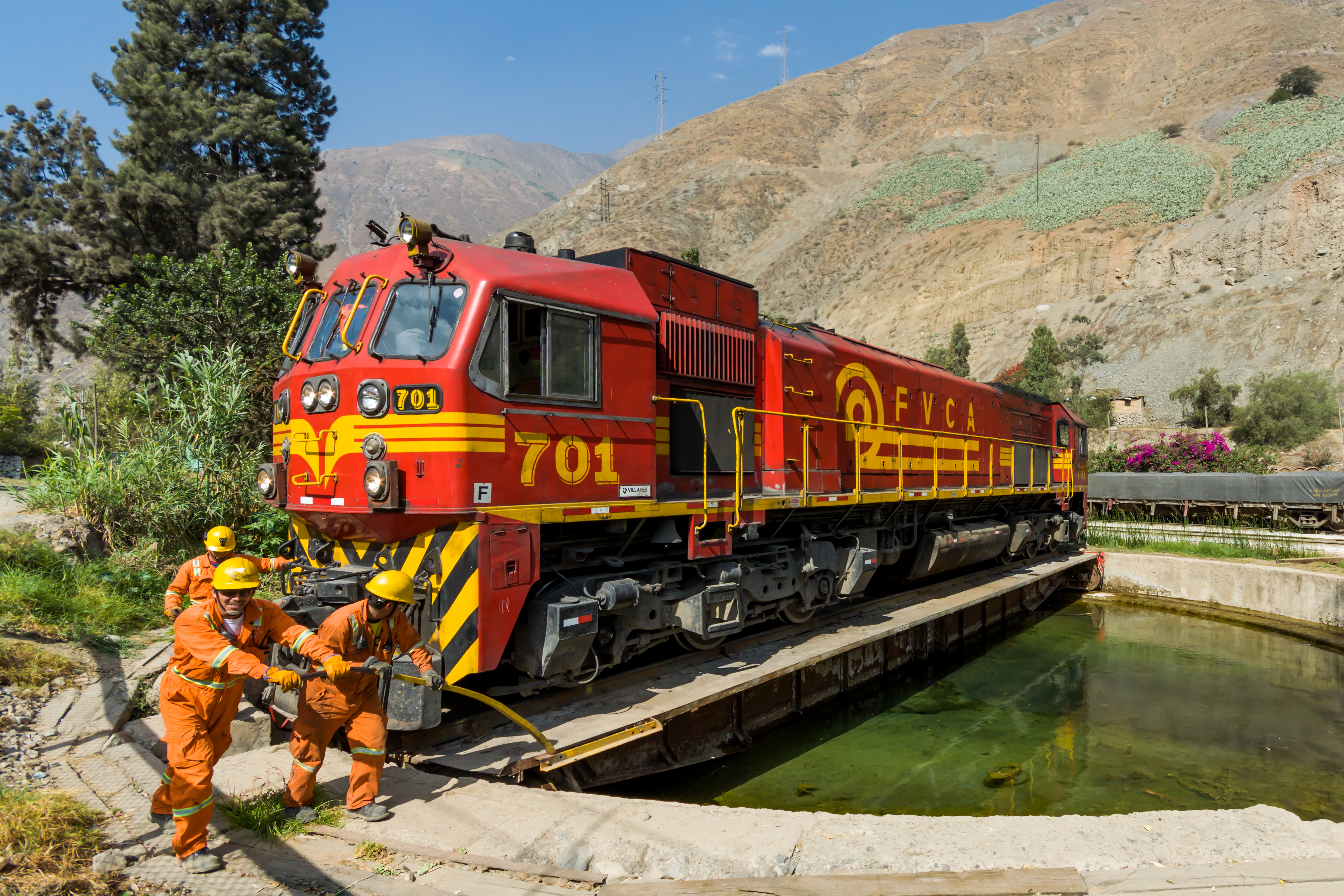
Motrice diesel EMD JT26CW-2B no 701 sur le plateau tournant à San Bartolomé
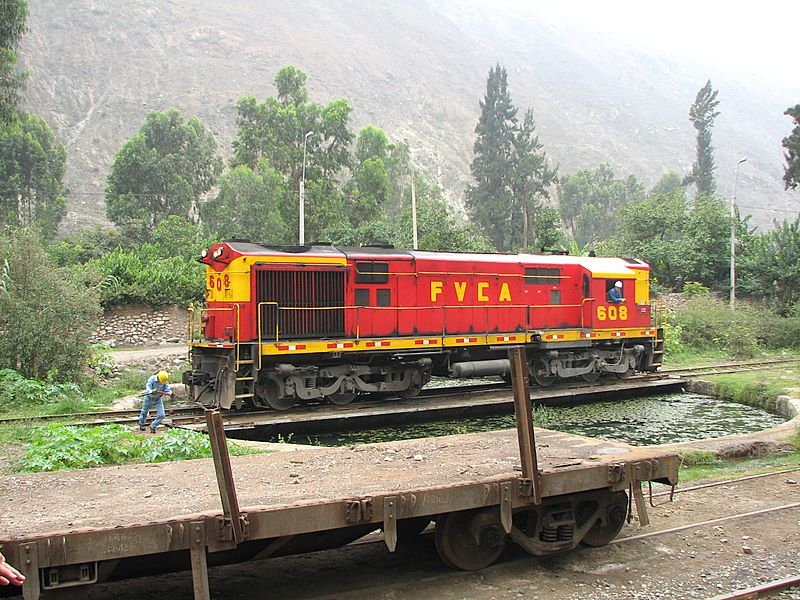
Motrice diesel MLW ALCO-DL560 no 608.
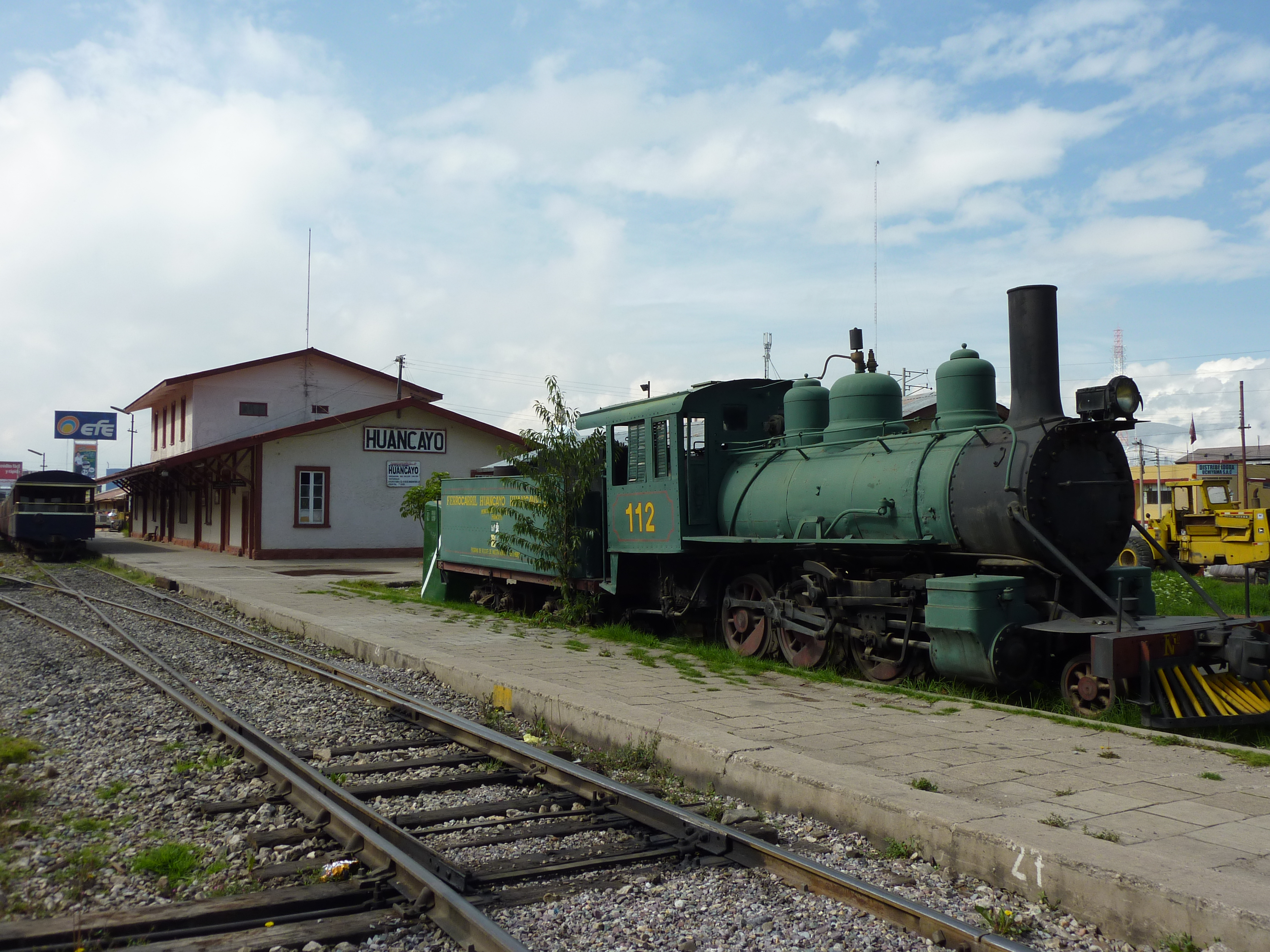
Locomotive à vapeur Baldwin type 2.6.0 no 112 pour voie étroite.

## Au cinéma et à la télévision
Dans la série documentaire de la BBC Great Railway Journeys of the World de 1980, l'épisode Three Miles High tourne , entre autres, autour du voyage en train de Lima à Huancayo et de FHH à Huancavelica .  À cette époque, Ferrocarril Central était exploité par la compagnie de chemin de fer d'état ENAFER et l'itinéraire avait des trains de passagers réguliers entre Lima et Huancayo et entre La Oroya et Cerro de Pasco.
En 2012, la BBC a diffusé un épisode de la série Toughest place to be a ... qui suit un conducteur de locomotive britannique, travaillant habituellement sur le train à grande vitesse Pendolino entre Londres et Manchester, qui est chargé de conduire un train de marchandises entièrement chargé sur la montagne de La Oroya à Chosica.

## Chronologie
- 1868: Henry Meiggs est chargé de préparer une proposition pour l'itinéraire Lima - La Oroya
- 1869: Le contrat pour la construction du chemin de fer est signé par Meiggs
- 1870: Début des travaux de construction
- 1871: Ouverture de la section Lima - San Bartolomé
- 1877: Henry Meiggs meurt
- 1878: La ligne s'ouvre à Chicla
- 1879: La « guerre de l'azote » contre le Chili éclate et empêche la construction du chemin de fer
- 1884: La « guerre de l'azote » prend fin
- 1891: Peruvian Corporation reprend les chemins de fer péruviens pour les 66 prochaines années
- 1892: Voie achevée jusqu'à Casapalca
- 1893: La ligne Callao - La Oroya est achevée
- 1903: Ouverture de la ligne latérale Ticlio - Morococha
- 1904: Ouverture de la ligne La Oroya - Cerro de Pasco
- 1908: Ouverture officielle de la ligne La Oroya - Huancayo
- 1912: Inauguration du nouveau terminal de la gare Desamparados de Lima
- 1948: Ouverture de la ligne latérale Pachacayo - Chaucha
- 1964: Ligne Lima - Ancón fermée et supprimée
- 1972: Les chemins de fer péruviens sont nationalisés dans l'ENAFER
- 1984: Ouverture du tunnel d'inversion de Surco
- 1999: Ferrocarril Central est privatisée - la licence revient à la FVCA
- 2000: Pachacayo - Extension Chaucha fermée
- 2006: Début de l'opération d'été avec un train touristique entre Lima et Huancayo
- 2010: Démolition des ateliers du chemin de fer Guadalupe à Callao